# Віковічні дерева (Базалія)
Вікові́чні дере́ва — ботанічна пам'ятка природи місцевого значення в Україні. Об'єкт природно-заповідного фонду Хмельницької області.
Розташована в межах Хмельницького району Хмельницької області, в смт Базалія.
Площа 4,3 га. Статус присвоєно згідно з рішенням сесії облради від 28.10.1994 року № 7. Перебуває у віданні: Базалійська селищна рада.
Статус присвоєно для збереження групи вікових дерев, що зростають на території селищної лікарні.